# Линдли, Джон
Джон Ли́ндли (Линдлей) (англ. John Lindley; 1799—1865) — английский ботаник, садовод, знаток семейства орхидных (Orchidaceae).
С 1829 по 1860 годы был профессором ботаники в Лондонском университете.
На протяжении 40 лет состоял секретарем Лондонского общества садоводства.
Член Лондонского королевского общества (1828), член-корреспондент Парижской академии наук (1853).

## Ранние годы
Джон Линдли родился 5 февраля 1799 года в местечке Old Catton, расположенном вблизи  от Норвича, и был одним из четырех детей Джорджа и Мэри Линдли. Его отец был владельцем плодового питомника, однако, садоводческое предприятие не приносило достаточно прибыли и семья жила весьма скромно. Джон с юности помогал отцу в саду и занимался сбором полевых цветов в окрестностях Норвича. 
Образование получил в гимназии Норвича (Norwich School). Семья не могла поддержать его поступление в университет и в 1815 году он стал агентом бельгийской фирмы по торговле семенами в Лондоне.
В этот период он знакомится с Уильямом Гукером, который помог ему занять место ассистента в гербарии Джозефа Банкса.

## Путь в науке
Свою научную деятельность начал он изданием (в 1820 году) монографии роз («Rosarum Monographia», с 19 таблицами), в следующем году начал печатать «Collectanea Botanica» (I—VIII).
Линдли сначала принял систему классификации растений Декандоля, но потом в работе The vegetable Kingdom, основываясь на новых изысканиях, предложил свою классификацию, заключавшую в себе 7 классов, 56 сочетаний, или переходных соединительных групп, и 303 семейства. Под именем «корнеродных» (Rhizogenes) Линдли сгруппировал паразитирующие бесхлорофилловые растения; под «сетчатыми» (Dictyogenes) собрал те из однодольных, которые по листьям и внешнему виду имеют сходство с двудольными; наконец, голосеменные, или хвойные (Gymnospermes), переименовал в Gymnogenes (голородные).
За время научной деятельности им было описано несколько тысяч видов растений.
| |  |  |
| Ботанические иллюстрации из работ Линдли: 1. Papaver bracteatum Lindl. из книги «Collectanea botanica», 1821 2. Verticordia nitens (Lindl.) Endl. из статьи «A sketch of the vegetation of the Swan River Colony», 1839 3. типы цветков, рисунок из книги «An introduction to botany», 1835 |  |  |

## Печатные труды

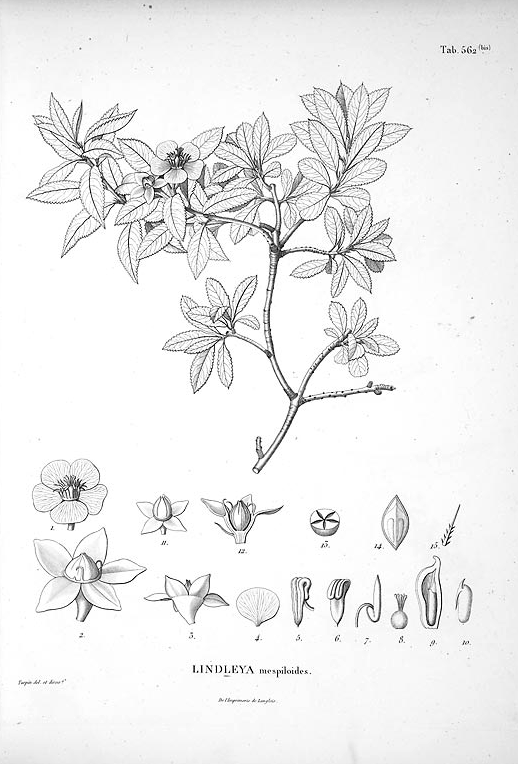
Ботаническая иллюстрация из книги Гумбольдта, Бонплана и Кунта «Nova genera et species plantarum…» Vol. 6, 1815—1825

- John Lindley. Rosarum Monographia (лат.). — London, 1820. с 19 таблицами
- John Lindley. Digitalium Monographia (лат.). — London, 1821. с 28 таблицами
- John Lindley. Collectanea botanica, or Figures and Botanical Illustrations of rare and curious Exotic Plants. — London, 1821.
- John Lindley. Synopsis of the British Flora (англ.). — 1829.
- John Lindley. An introduction to botany by John Lindley etc. Second edition, with corrections and numerous additions (англ.). — Longman, Rees, Orme, Brown, Green and Longman, 1835. — 833 p. 3 изд. — 1839
- John Lindley. A Systematic View of the Organisation, Natural Affinities, and Geographical Distribution,of the Whole Vegetable Kingdom; Together With the Uses of the Most Important Species in Medicine,the Arts, and Rural or Domestic Economy (англ.). — Longman, Rees, Orme, Brown, Green and Longman, 1836. — в этом сочинении, более известном под названием A Natural System of Botany, Линдли изложил свою систему растительного царства
- John Lindley. First principles of Botany (англ.). — 1830.; позже это сочинение (в 1852 году вышло седьмое издание) появилось под заглавием «Elements of Botany»
- John Lindley. The Genera and Species of Orchidaceous Plants (англ.). — Ridgways, Piccadilly, 1835.
- John Lindley. The fossil Flora of Great-Britain (англ.). — London, 1831—1837.
- John Lindley. Nixus plantarum (лат.). — Лондон, 1833.
- John Lindley. Flora medica (лат.). — 1838.
- John Lindley. Sertum orchidaceum (лат.). — 1838.
- John Lindley. A sketch of the vegetation of the Swan River Colony / Edwards's Botanical Register. — 1839. — Т. 1.
- John Lindley. The theory of horticulture (англ.). — 1840.
- John Lindley. Pomologia Britannica (лат.). — 1841.
- John Lindley. The vegetable Kingdom (англ.). — London, 1845—1847.
- John Lindley. The flower garden (англ.). — London, 1851—1853.

## В честь и память
Карл Кунт в честь Линдли назвал род растений Линдлея (Lindleya Kunth, nom. cons.), относящийся к семейству Розовые (Rosaceae).